# Obergericht Verden
Das Obergericht Verden war ein großes Obergericht im Königreich Hannover. Es hatte seinen Sitz in Verden (heute zu Niedersachsen).
Nach der Revolution von 1848 wurde im Königreich Hannover die Rechtsprechung von der Verwaltung getrennt und die Patrimonialgerichtsbarkeit abgeschafft.
Zum 1. Oktober 1852 wurden 12 Große und 4 Kleine Obergerichte als Gerichte zweiter Instanz (vergleichbar mit heutigen Landgerichten), darunter das Obergericht Verden eingerichtet.
Dem Obergericht Verden waren folgende Amtsgerichte nachgeordnet:
- Amtsgericht Achim
- Amtsgericht Lesum
- Amtsgericht Lilienthal
- Amtsgericht Osterholz
- Amtsgericht Ottersberg
- Amtsgericht Zeven
- Amtsgericht Schneverdingen
- Amtsgericht Verden
- Amtsgericht Rotenburg (Wümme)
- Amtsgericht Blumenthal[3]

Mit der Annexion Hannovers durch Preußen 1866 wurde es zunächst zu einem preußischen Obergericht und wurde 1879 in das Landgericht Verden umgewandelt.